# Yves Evrard
 (février 2017).
Si vous disposez d'ouvrages ou d'articles de référence ou si vous connaissez des sites web de qualité traitant du thème abordé ici, merci de compléter l'article en donnant les références utiles à sa vérifiabilité et en les liant à la section « Notes et références ».
Yves Evrard, né à Bastogne le 19 mars 1969 est un homme politique belge wallon, membre du MR.
Il est ingénieur agronome.

## Carrière politique
- 2000-2006 : conseiller communal ville de Neufchâteau (liste 'ENERGIE +' )
  - 2006-2012 : bourgmestre
  - 2010-2012 : président de la zone de police Centre Ardenne
- 2012-2014 : conseiller provincial
- 2014- : député wallon et de la Fédération Wallonie-Bruxelles
  - sénateur délégué par la région
- 2019- : bourgmestre de la ville de Neufchâteau

## Décoration
- Chevalier de l'ordre de Léopold (2024)[1].

## Site internet officiel
Député - Sénateur : http://www.yvesevrard.be